# زینب دغیرمن‌جی‌اوغلو
زینب دغیرمن‌جی‌اوغلو (انگلیسی: Zeynep Değirmencioğlu; ۱۲ سپتامبر ۱۹۵۴ – ) بازیگر اهل ترکیه بود. وی بین سال‌های ۱۹۵۶ تا ۱۹۷۴ میلادی فعالیت می‌کرد.